# Beccles
Beccles es una ciudad y un parroquia civil del distrito de East Suffolk, en el condado de Suffolk (Inglaterra). Su población de acuerdo al censo del 2001 es de 12.917 habitantes. Según el censo de 2011, Beccles parroquia civil tenía 10.123 habitantes. Está listado en el Domesday Book como Becles.